# 亚尔納
亚尔納（英文：Yarloop）是一個位於西澳大利亞州西南區哈維郡內的小鎮。亚尔納位於西南公路旁，並且位於華羅奧納和哈维之間。根據2006年人口普查，卡威溫密的人口為545人。

## 歷史
「亚尔納」這個名字的來源一直都有爭辯。一說這個名字源自「亞迪迴路」（yard loop），一條位於亚尔納附近運送木材的鐵路迴路的名稱。另一說這個名字源自原住民的詞彙。因為位於小鎮北方5公里的一帶名叫「亚魯布溪」（Yalup Brook） ，是一個原住民的名詞，而其發音與亚尔納相近，因此有人相信這個名字源自亚魯布溪，即間接源自原住民的詞彙。
於1849年，約瑟夫·羅格來到小鎮附近的库克尔立合，並且於該處開墾了一些農田。之後，伊斯科特來到亚尔納收集火紅赤桉樹幹。於1886年，約翰·邦斯移居亚尔納。
於1894年，查爾斯和埃德溫·米勒移居到亚尔納，開始建設伐賈拉樹的木材廠，並賣予英國作鋪路之用。他們很快就建立了一個面積約為300-英畝（1.2-平方）的木材鎮，並且於鎮內建設住宿和配套設施。但是，不是所有木材廠工人都想居住於那些設施。因此，小鎮被劃分成兩個部份，東部為公司直轄，供工作時居住的鎮；而西部則為一個供大眾使用的一個小鎮。於1896年，珀斯-班伯里鐵路的一條侧线延伸至亚尔納附近，方便居民進出城鎮。
於1901年，查爾斯和埃德溫的木材公司正式將亚尔納設為總部，使鎮的地位有所提升。於1905年，木材公司更關閉其位於丹麥的木材廠，使亚尔納成為這一帶的木材業中心。在其鼎盛時期，該木材公司於亚尔納聘用了逾500人。到了20世紀30年代，木材公司自詡擁有最大的民營鐵路系統，擁有8個鐵路系統和25部火車頭。木材公司木材廠「韋傑納木材廠」仍然運作，並且於1984年被國家信託基金列為保護區。自1998年至今，木材廠都在遺產委員會發起的亚尔納保護計劃下受到保護。
亚尔納於1962年刊登憲報。

## 現況

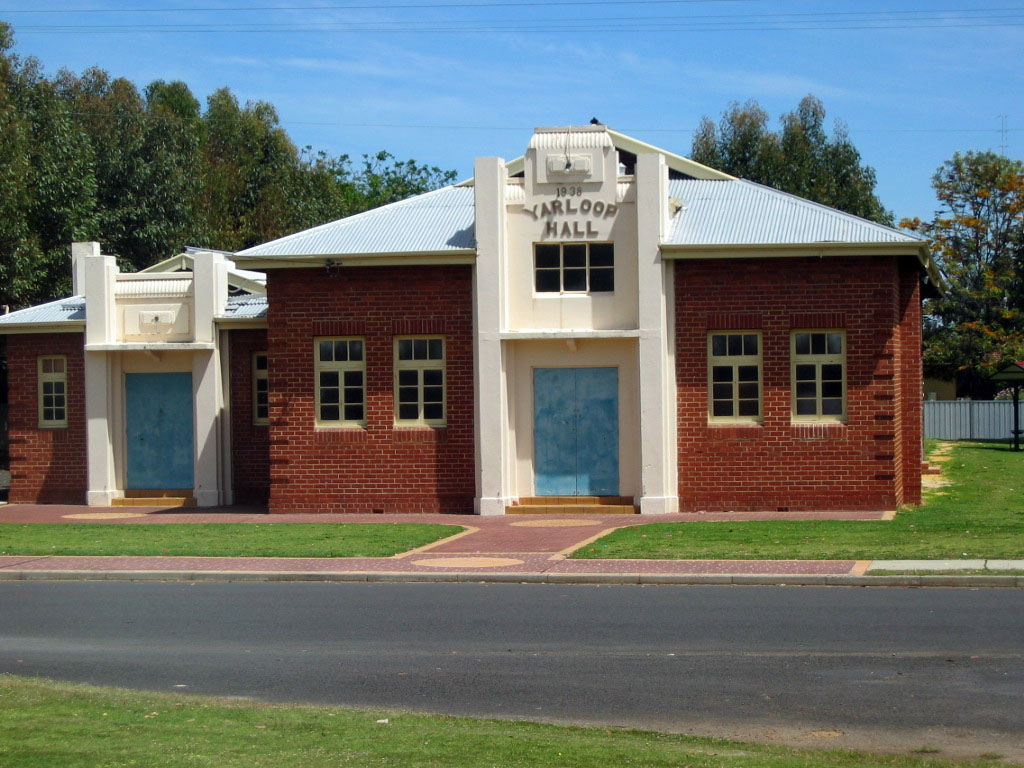
亚尔納廣場

亚尔納現在擁有很多柑桔農場、奶牛場和磨坊。鎮中心有許多具歷史價值的，還原的木材建築，其中包括蒸汽作坊。在蒸汽作坊中，仍然保存著許多蒸汽引擎。這些蒸汽引擎原本為25部蒸汽火車頭所使用。在舊廠鎮和保護區周圍亦有一個文物徑。亚尔納的基本設施包括一間小學、一些本地商店和各種各類的住宿。